# ライスキルヒェン
ライスキルヒェン (ドイツ語: Reiskirchen) は、ドイツ連邦共和国ヘッセン州ギーセン郡に属す町村（以下、本項では便宜上「町」と記述する）である。

## 地理
ライスキルヒェン、ベルスロート、ブルクハルツフェルデンの 3地区はブーゼッカー・タールに属す。ライスキルヒェン町内のザーゼン地区からヴィーゼック川が湧出している。この川はギーセン近くでラーン川に合流する。

### 隣接する市町村
ライスキルヒェンは、北はラーベナウ、東はグリューンベルク、南東はラウバッハ、南はリヒ、西はフェルンヴァルトおよびブーゼックと境を接する。南東のザーゼンとグリューンベルクとの間に旧ヴィルベルク修道院がある。

### 自治体の構成
- ベルスロート
- ブルクハルツフェルデン
- エッティングスハウゼン
- ハッテンロート
- リンデンストルート
- ライスキルヒェン
- ザーゼン（ボルンバッハおよびヴィルベルクを含む）

## 歴史

ライスキルヒェンの福音主義教会

ライスキルヒェンは、975年に リコルフという人物の私有教会として "Richolveskircha" という名称で初めて文献に記録されている。1300年頃に新しい教会が建設された。この教会の内陣は現存している。現在のライスキルヒェン福音主義教会の教会堂は1769年から1771年に、後期バロック建築から古典主義建築への移行期の様式で建設された。
ライスキルヒェンの歴史は、郷土博物館として利用されているヒルテンハウスの展示で概観することができる。この博物館はライスキルヒェン郷土史協会によって運営されている。
ライスキルヒェンは、ブラスオーケストラとケーゲルスポーツクラブによってギーセン郡外にも知られている。ライスキルヒェンのザーゼンには1950年代の遺物が存在している。冷蔵庫が私有するにはまだ高価だった時代の冷蔵装置共同利用組織がこの時代に設立されていた。
この町は、ヘッセン文書館ダルムシュタットによって創出された紋章の使用を1974年11月8日にヘッセン州内務省から認可された。紋章の図柄は、黒地に金の格子模様。銀の三角図形（紋章学ではシャーペと呼ばれる）の中に赤い教会塔。

### 町村合併
ヘッセン州の地域再編に伴い、1970年12月31日にライスキルヒェン、ハッテンロート、ザーゼン、ヴィンターロートが合併し、自治体ライスキルヒェンが成立した。ブルクハルツフェルデンは1972年4月1日に合併した。1977年1月1日、ベルスロート、エッティングスハウゼン、リンデンストルートが「ディル郡、ギーセン郡とヴェッツラー郡およびギーセン市の新設に関する法律」に従ってライスキルヒェンに合併した。

## 行政

### 議会
ライスキルヒェンの町議会は、2011年3月27日以降、37議席からなる。

### 首長
2013年3月15日からディートマール・クロム（無所属、CDU）がライスキルヒェンの町長を務めている。ディートマール・クロムは2013年2月3日の決選投票で 73.1 % の票を獲得して対立候補のベルント・デーブスに勝利した。

### 姉妹都市
- ゴレシュフ（ポーランド語版、英語版）（ポーランド、シロンスク県）
- ミュッテルソルツ（フランス、バ＝ラン県）
- ヴァンダースレーベン（ドイツ、テューリンゲン州）（ドライ・グライヒェン（ドイツ語版、英語版）町内）

## 経済と社会資本

### 交通
ライスキルヒェンはアウトバーン A5号線と A480号線（ライスキルヒェン・ジャンクション）や連邦道 B49号線が通る交通の便が良い場所にある。B49号線については、町を南に迂回するバイパス道路が計画されている。特にライスキルヒェン駅脇の踏切では遮断機によりひどい渋滞が起こるため、2020年までに交通量を 33 % 減少させるよう計画された、南バイパスの工費は約1200万ユーロと見積もられている。
ライスキルヒェンの有権者は 2009年3月22日に、南バイパスに町が関与する決定を覆すか否かの住民投票を行った。投票率は 56.6 % で、このうち 66 % がこの提案に反対であった。
ライスキルヒェン地区とザーゼン地区にはフォーゲルスベルク鉄道の駅がある。

## 文化と見所

### スポーツ
特筆すべきは、スポーツクラブ TSG ライスキルヒェン、4面のテニスコートを持つテニスクラブのライスキルヒェナー TC、ヤーン通りの運動場である。ケーゲルクラブ・メテオール 85 ライスキルヒェンは、第1チームがケーゲル＝ブンデスリーガに属している。

### 音楽
オトマール・シェルトが率いるライスキルヒェン消防団ブラスオーケストラは高い知名度を誇っている。このブラスオーケストラは、2007年12月23日に当時のヘッセン州内務大臣フォルカー・ボウフィアーからドイツ連邦共和国功労勲章が授与された。

## 引用
1. ↑  Hessisches Statistisches Landesamt: Bevölkerung in Hessen am 31.12.2023 (Landkreise, kreisfreie Städte und Gemeinden, Einwohnerzahlen auf Grundlage des Zensus 2011)]
2. ↑  Gesetz zur Neugliederung des Dillkreises, der Landkreise Gießen und Wetzlar und der Stadt Gießen（2015年6月15日 閲覧）
3. ↑  Gerstenmeier, K.-H. (1977): Hessen. Gemeinden und Landkreise nach der Gebietsreform. Eine Dokumentation. Melsungen. p. 309
4. ↑  2013年2月3日のライスキルヒェン町長選挙結果（2015年6月15日 閲覧）
5. ↑  Südumgehung Reiskirchen soll in Verkehrswegeplan, Gießener Anzeiger, 2013年10月29日付け（2015年6月15日 閲覧）
6. ↑  Südumgehung Reiskirchen: Bürgerbegehren scheitert, Gießer Zeitung, 2009年3月26日付け（2015年6月15日 閲覧）